# Burbîne, Romnî
Burbîne (în ucraineană Бурбине) este un sat în comuna Perekopivka din raionul Romnî, regiunea Sumî, Ucraina.

## Demografie
Componența lingvistică a localității Burbîne
     Ucraineană (96,67%)
     Rusă (3,33%)
Conform recensământului din 2001, majoritatea populației localității Burbîne era vorbitoare de ucraineană (96,67%), existând în minoritate și vorbitori de rusă (3,33%).